# Мишковець Марія Гервасіївна
Марія Гервасіївна Мишковець (19 червня 1932, село Дубове, тепер Ковельського району Волинської області) — українська радянська діячка, швачка Ковельської швейної фабрики Волинської області. Депутат Верховної Ради УРСР 7—9-го скликань.

## Біографія
Освіта неповна середня.
З 1949 року — листоноша колгоспу «Україна», робітниця Ковельського виноробного пункту Волинської облспоживспілки.
З 1956 року — швачка Ковельської швейної фабрики Волинської області.
Потім — на пенсії в місті Ковелі Волинської області.

## Нагороди
- орден Трудового Червоного Прапора
- ордени
- медалі